# Van Halen III
Pour les articles homonymes, voir Van Halen (homonymie).
Albums de Van Halen
Best of: Volume 1
(1996) The Best of Both Worlds
(2004)
Van Halen III est le onzième album de la formation de heavy metal américaine Van Halen, sorti en 1998. Sur cet album, Gary Cherone est au chant en remplacement de Sammy Hagar. L'album ne connaît pas le succès des précédents albums auprès du public.

## Liste des titres
1. Neworld - 1:45
2. Without You - 6:30
3. One I Want - 5:30
4. From Afar - 5:24
5. Dirty Water Dog - 5:27
6. Once - 7:42
7. Fire In The Hole - 5:31
8. Josephina - 5:42
9. Year To The Day - 8:34
10. Primary - 1:27
11. Ballot Or The Bullet - 5:42
12. How Many Say I - 6:04

## Composition du groupe
- Gary Cherone - chant, chœurs sur (12)
- Edward Van Halen - guitare, basse sur (4-6, 8, 9, 11), sitar électrique sur (1, 10), claviers, batterie, chant sur (12), chœurs.
- Michael Anthony - basse sur (2, 3, 7), chœurs
- Alex Van Halen - batterie

## Personnel additionnel
- Mike Post : piano sur (1), production